# Nadeino
Nadeino (en rus: Надеино) és un poble de la República de Buriàtia, a Rússia, segons el cens del 2010 tenia 361 habitants.